# Bombarda (nave)

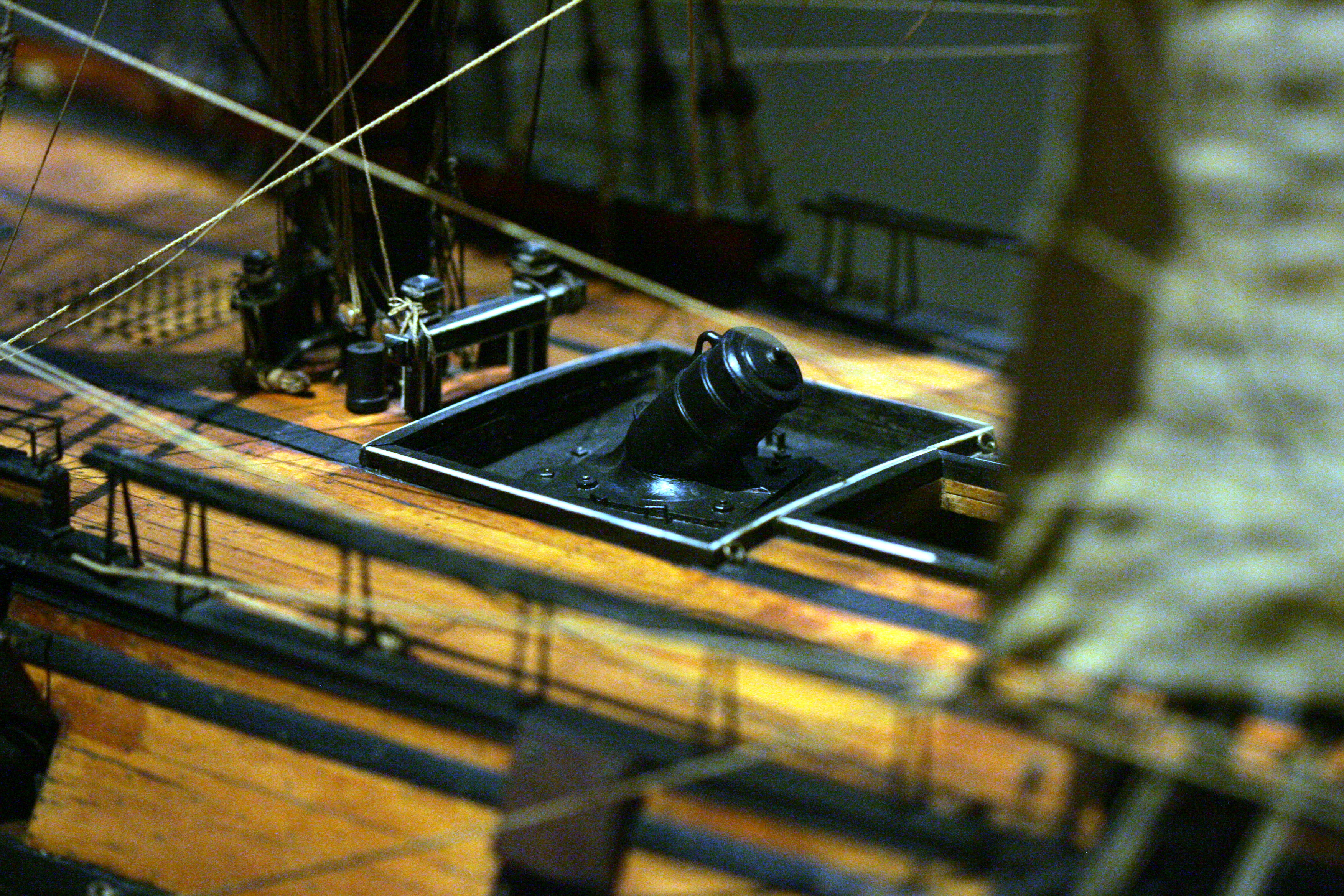
Modello di mortaio a bordo della francese Foudroyante, una bombarda dell'Ottocento

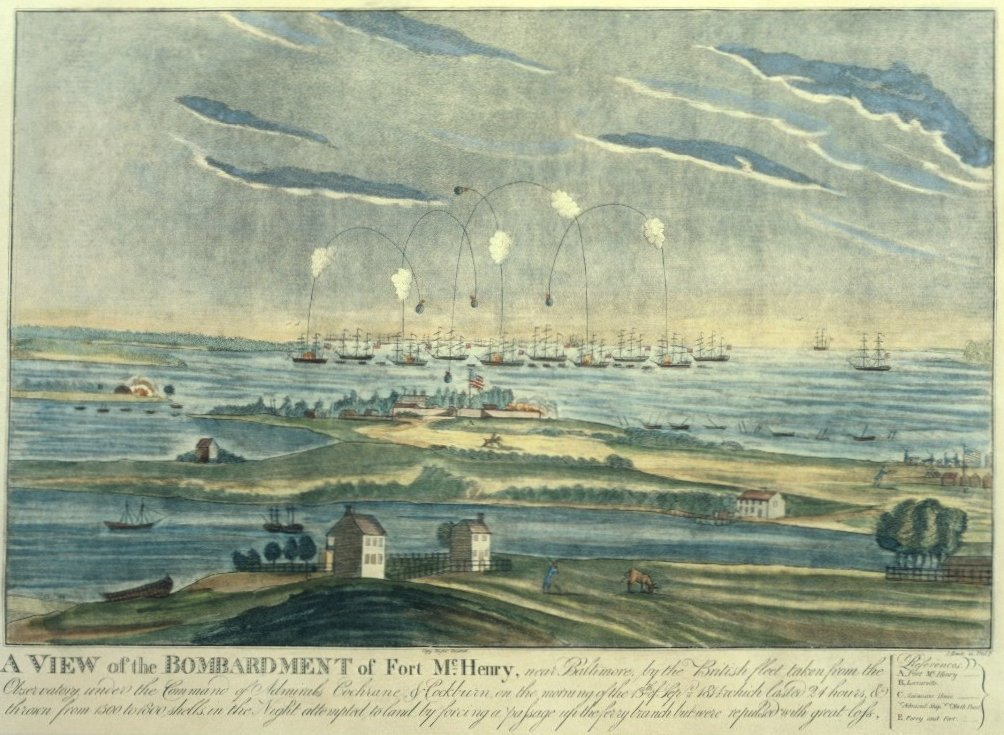
Bombarde attaccano Fort McHenry durante la Battaglia di Baltimora.

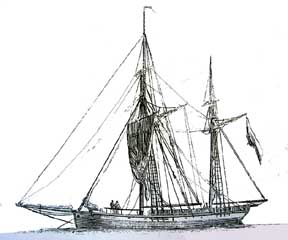
Galiot, un tipo di bombarda francese nel Dictionnaire de la Marine di Willaumez

La bombarda (detta anche palandra, o balandra, fino al XVI secolo, dall'olandese bylander, attraverso il francese balandre, bélandre) fu un tipo di nave da guerra a vela di non grande stazza e concepita non per operare contro altre navi, ma contro bersagli terrestri. Si trattava di scafi privi di alberatura, con una fiancata gremita di cannoni di grosso calibro e mortai, mentre l'altra era disarmata. Di solito venivano trainate da lance o da altre navi.

## Struttura
A questo scopo la nave era costruita attorno a una o due potenti bombarde, cioè pezzi di artiglieria corti e tozzi (in alcuni periodi il termine bombarda in artiglieria fu sinonimo di mortaio) in grado di lanciare proiettili esplosivi da 12" o superiori con non grande precisione ma elevato potere distruttivo. Per questo motivo il bersaglio normalmente era un obiettivo terrestre, abbastanza grande e immobile. La nave era normalmente fornita di pezzi minori per autodifesa, ma si trattava di cannoni da 6 o 4 libbre o carronate non molto più grandi in grado di fronteggiare piccole navi, e non certo una corvetta o tantomeno una fregata. I mortai che costituivano l'armamento principale non erano orientabili ma solo regolabili in alzo, per cui per puntare i pezzi sul bersaglio bisognava ruotare l'intera nave. Inoltre per ragioni di baricentro i due alberi di cui erano usualmente provviste erano arretrati rispetto alla posizione ottimale per fare posto ai mortai, e la manovrabilità della nave ne risentiva di conseguenza.

## Esempi
Due celebri bombarde furono la HMS Erebus e la HMS Terror, che una volta dismesse dal servizio furono protagoniste della Spedizione Discovery (in inglese Discovery Expedition) conosciuta anche come "spedizione nazionale antartica britannica 1901-04" (British National Antarctic Expedition 1901-04), che è stata la prima missione esplorativa britannica diretta verso le regioni antartiche dal viaggio di James Clark Ross sessanta anni prima. Deve il suo nome alla Discovery, la nave utilizzata per raggiungere l'Antartide dopo che tra il 1839 ed il 1843 il capitano della Royal Navy James Clark Ross al comando delle navi HMS Erebus e HMS Terror aveva completato tre viaggi intorno all'Antartide.